# ノルウェーサッカー協会
ノルウェーサッカー協会（ノルウェーサッカーきょうかい、ノルウェー語: Norges Fotballforbund, 英語: Football Association of Norway）は、ノルウェーにおけるサッカーを統括する競技運営団体。略称はNFF。国際サッカー連盟（FIFA）と欧州サッカー連盟（UEFA）に加盟している。